# Monument (Colorado)
Monument ist eine Stadt im El Paso County im US-Bundesstaat Colorado der Vereinigten Staaten. Auf einer Fläche von 12 km² leben knapp 10.400 Einwohner.
Monument liegt nur wenige Kilometer nördlich von Colorado Springs.
Die ersten Siedler kamen 1865, durch eine Eisenbahnstation 1872 wachsend wurde 1879 der Ort Henry’s Station gegründet. Der heutige Name, abgeleitet vom beeindruckenden Monument Rock im Westen der Stadt, besteht seit 1882.